# Cijolang
Cijolang is een bestuurslaag in het regentschap Garut van de provincie West-Java, Indonesië. Cijolang telt 6040 inwoners (volkstelling 2010).